# Юрий Лугвенович
Юрий Лугвенович (Семёнович; 1395/1399—1460) — удельный князь мстиславский (1431—1442, 1445—1460), князь новгородский (1432—1440), родоначальник княжеского рода Мстиславских. Сын мстиславского князя Лугвения (Семёна) от первого брака с Марией Дмитриевной, дочерью московского князя Дмитрия Ивановича.

## Биография
Его отец, Лугвений, женился на его матери Марии Дмитриевне 14 июня 1394 года, умерла она в 1399 году. Следовательно, Юрий родился между 1395—1399 годами. Предполагается, что в юности он командовал смоленским полком в Грюнвальдской битве в 1410 году.
В 1431 году, после смерти отца, унаследовал мстиславский удел. Выступив союзником Свидригайло Ольгердовича в борьбе за литовский великокняжеский престол с Сигизмундом Кейстутовичем, в битве под Ошмянами был взят в плен, затем бежал из Литвы, сев на княжение в Великом Новгороде в 1432 году.
В 1435 году вместе с Свидригайло потерпел поражение в битве под Вилькомиром от Сигизмунда, бежав с поля боя в Полоцк.
В 1438 году совершал набеги на Ливонские владения. В 1440 году был изгнан из Новгородских владений, попытался вернуть Мстиславский удел, был захвачен в Троках Сигизмундом, но вскоре был отпущен, ненадолго вернулся в Новгород. После гибели Сигизмунда вернулся в Литву.
Казимир IV пожаловал ему Мстиславль и Кричев, однако Юрий остался этим недоволен. Во время Смоленской замятни восставшие пригласили Юрия Семёновича на княжение. Он организовал успешную оборону города во время первой осады Смоленска литовским войском, однако во время его отъезда в Москву, где он пытался заручиться поддержкой великого князя Василия II, к городу вновь подошло литовское войско во главе с Казимиром IV и добилось его сдачи.
В 1444 году Юрий Семёнович приехал в Новгород, но не получив княжения вернулся в Литву, получив в 1445 году от Казимира Мстиславль. В 1458 году по просьбе новгородцев, прибыл «королевичем» на новгородские пригороды — Руссу, Ладогу, Орешек, Ям, и половину Копорья.
В 1459 году в результате недовольства Москвы по поводу княжения литовского князя в Новгородчине, был вынужден вернуться в ВКЛ.

В 1460 году умер в Мстиславле.

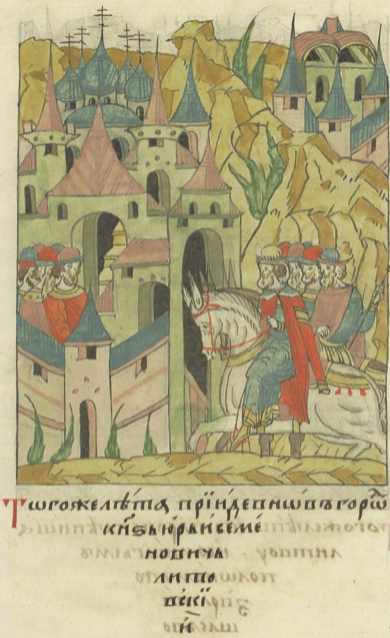
Юрий Лугвенович приезжает в Новгород
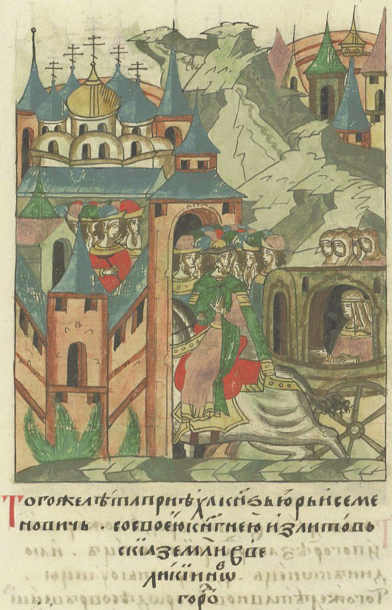
Юрий приезжает в Новгород на княжение
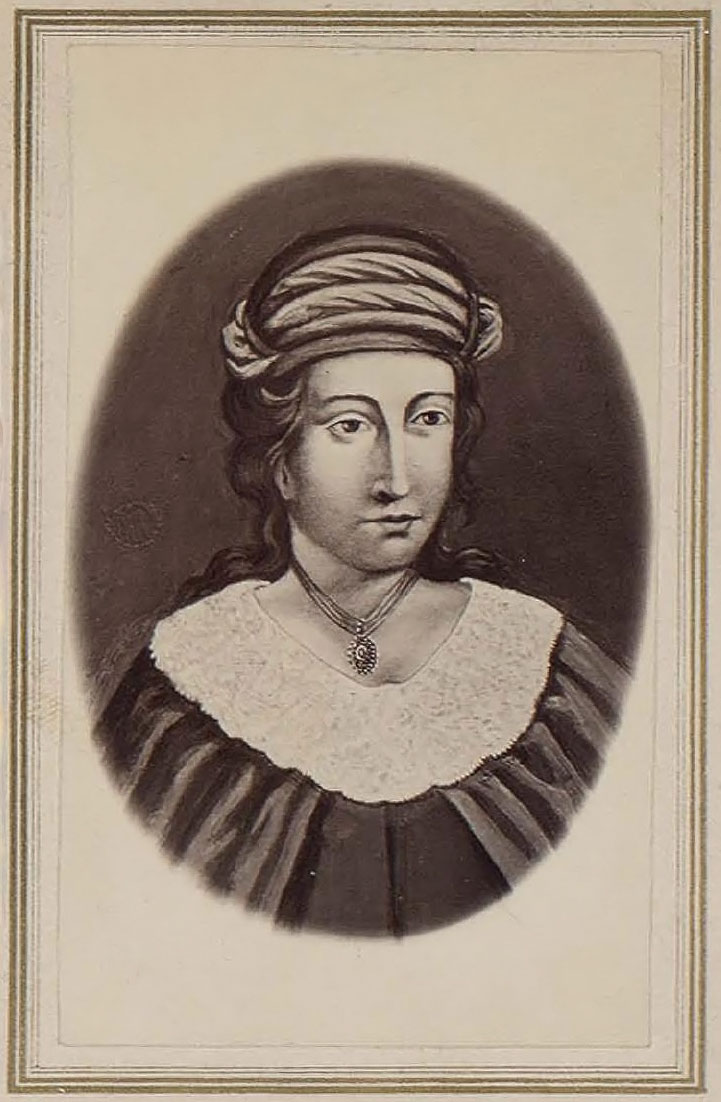
Портрет Софьи, жены князя Юрия из сборника А. М. Лушева